# Lavey (parish)
Lavey is een parish in het Noord-Ierse graafschap County Londonderry. De parish telt 600 inwoners. Enkele plaatsen van de parish zijn Gulladuff, Knockcloghrim, Culnady, Tamlaght O'Crilly en Curran.
Arghadowey · Ballykelly · Ballymaguigan · Ballyronan · Bellagy · Castledawson · Coleraine · Derry · Draperstown · Dumananagh · Dungiven · Eglinton · Feeny · Garvagh · Kilrea · Lavey · Limavady · Maghera · Magherafelt · Moneymore · Portstewart · Traad · Upperlands